# 860
سنة 860 م كانت سنة كبيسة تبدأ يوم الإثنين (الرابط يظهر نموذج التقويم الكامل للسنة) من التقويم اليولياني. بدأت تسمية السنة ب860 منذ العصور الوسطى المبكرة، عندما أصبح تقويم أنو دوميني هو الأسلوب السائد في أوروبا لتسمية السنوات.

## أحداث
- وقوع حصار القسطنطينية بداية من 22 يونيو 860 إلى 8 أغسطس 860.
- البدأ في بناء فسقية الأغالبة

## مواليد
- ابن عبد ربه

## وفيات
- سوار بن عبد الله بن سوار
- أبو ثور البغدادي